# Isaque Severino Silva
Isaque Severino Silva (São Carlos, nascido em 24 de fevereiro de 2007) é um futebolista brasileiro que atua como meia-atacante no Fluminense.

## Carreira
Natural de São Carlos, Isaque ingressou nas categorias de base do Fluminense aos dez anos de idade. Em maio de 2023, assinou seu primeiro contrato profissional com o clube, com validade até 2028.
Estreou como profissional em 5 de dezembro de 2024, entrando como substituto em uma vitória por 1–0 sobre o Cuiabá, válida pela Série A de 2024.

## Títulos
Fluminense
- Recopa Sul-Americana de 2024[5]